# Toys (Film)
Toys ist eine US-amerikanische Komödie aus dem Jahr 1992. Regie führte Barry Levinson.

## Handlung
Kenneth Zevo, der Gründer und Chef der Spielzeugfabrik Zevo Toys, stirbt. Sein Sohn Leslie ist eigentlich dafür vorgesehen, die Fabrik zu erben. Dieser hat aber noch immer einen viel zu naiven und kindlichen Charakter und ist somit nicht bereit, so viel Verantwortung zu übernehmen. Daher erhält Kenneths Bruder, Lt. General Leland Zevo, vorübergehend die Aufsicht über die Fabrik und Kenneths Kinder Leslie und Alsatia.
Leland Zevo, sein Leben lang Soldat, der darunter leidet, wegen seiner britischen Abstammung nie respektiert worden zu sein, kann mit Spielzeug wenig anfangen und mit der Aufsicht über zwei erwachsene „Kindsköpfe“ noch weniger. Als er jedoch feststellt, dass es von Zeit zu Zeit Industriespionen gelingt, Ideen zu stehlen, beschließt er auf seine Art, ein wenig aufzuräumen und für Disziplin und Ordnung zu sorgen. Dazu lässt er eigens seinen Sohn, Captain Patrick Zevo, und einige Einheiten Soldaten einfliegen.
Vorbei sind die Zeiten von Sorglosigkeit und Spaß bei der Arbeit. Viele Mitarbeiter verlassen nach und nach die Fabrik aus Protest wegen der rigiden Behandlung. Dennoch versucht Leslie zunächst, sich nichts anmerken zu lassen und seine gewohnt spaßige Haltung beizubehalten. Als Leland jedoch anfängt, mehr und mehr Platz in der Fabrik zu beanspruchen, wird Leslie langsam skeptisch. Der konfliktscheue Leslie sucht zunächst das Gespräch mit seinem Onkel, als das jedoch erfolglos bleibt, schleicht er sich in den abgeriegelten Sicherheits-Bereich ein und muss feststellen, das sein Onkel Ideen ausprobiert, die mit Kriegführung zu tun haben. Leslie muss bald vor dem Sicherheitspersonal flüchten und fällt in eine mit Wasser gefüllte Grube. Eine unbekannte Kreatur, ein mechanisches Seeschwein, greift ihn dort an, aber Leslie kann fliehen.
Als Leslie am nächsten Morgen seinen Onkel darauf anspricht, erklärt dieser, dass Leslie alles falsch interpretiert habe, und beteuert, dass alles, was er entwirft, vollkommen ungefährlich sei. Leslie aber hat bald genug von dem Treiben seines Onkels. Seine Schwester Alsatia ist auf seiner Seite, und so auch der Manager Owen Owens und Leslies neue Flamme, Gwen Tyler. Doch zunächst sind die Vier ziemlich machtlos.
Das Blatt wendet sich jedoch, als Patrick Zevo feststellt, dass seine Freundin, die Krankenschwester Debbie, ihn nicht nur mit seinem Vater betrogen hat, sondern dass Leland ihn die ganzen Jahre über belogen hat, was den Tod von Patricks Mutter angeht. Leland hatte behauptet, dass seine Frau an einer Blinddarmentzündung gestorben sei. In Wahrheit war sie als Agentin auf geheimer Mission gewesen. Patrick wechselt die Seiten und erklärt seinen Verwandten und deren Verbündeten, was wirklich vor sich geht: Leland lässt heimlich waffenähnliche Spielzeuge produzieren, mit denen er eine Revolution in der Kriegstechnik bewirken will. Leland ist außerdem mit der Zeit ziemlich besessen und rücksichtslos geworden, was ihn sehr gefährlich macht.
Mit Hilfe von Patricks Insider-Wissen hat Leslie nun endlich die Möglichkeit, seinen Onkel aufzuhalten, und die kleine Gruppe begibt sich in die Fabrik. Ihr Ziel ist der Kontrollraum, in welchem sie alle Kriegsspielzeuge abschalten können, um sie unschädlich zu machen. Leland entdeckt die Eindringlinge jedoch und aktiviert seine Spielzeug-Armee, bestehend aus Panzern, Hubschraubern und anderen Waffen. Für ihn ist Krieg ein Spaß, und auf seinem Monitor sieht es aus wie ein Computerspiel, in dem er Punkte sammelt.
Durch eine List kann Leslie die Spielzeug-Armee in ein Lagerhaus locken, wo die alten Spielzeuge lagern. Leslies Verbündete haben nun die Aufgabe, diese Spielsachen gegen die Spielzeug-Armee einzusetzen, und so entbrennt im Lager eine unglaubliche Schlacht. Währenddessen machen sich Patrick und Leslie auf zum Kontrollraum. Leider wird Patrick angeschossen, und Leslie muss nun endlich Verantwortung übernehmen und die Sache allein zu Ende bringen.
Inzwischen hat Leland auch die Kreatur aus der Wassergrube, das künstliche Seeschwein, aktiviert, seine ultimative Waffe. Leslie versucht, den Kontrollraum in einem riesigen Modellflugzeug fliegend zu erreichen, das normalerweise als Requisite für die Weihnachtsfeiern dient. Plötzlich verfolgt ihn ein kleiner Spielzeughubschrauber, der mit einer ausfahrbaren Schere einen Draht zerschneidet, an dem Leslies Modellflugzeug hängt. Leslie rammt daraufhin die großen Fenster des Kontrollraums. Als Leland Leslie angreift, stürzen beide in eine große Modellstadt ab, die den New Yorker Stadtteil Manhattan darstellt. Der letzte Schuss des Hubschraubers verfehlt beide und zerstört ungewollt die Kontrollsysteme, so dass alle Kriegsspielzeuge deaktiviert werden.
Die Wasserkreatur jedoch hat ein Notfallsystem, durch das sie weiter funktionieren kann, und bewegt sich auf den Schauplatz zu, wo Leslie nun mit seinem Onkel zu Boden geht. Als Owen, Gwen, Patrick und Alsatia hinzukommen, hält Leslie seinem Onkel eine Standpauke, und dieser versucht, sich zu rechtfertigen. Die Wasserkreatur hat Schäden erlitten und ihr Zielerfassungssystem funktioniert fehlerhaft. Daher schießt sie aus Versehen auf Alsatia und hinterher auf Leland, bevor die Kreatur ausfällt. Alle sind zunächst schockiert, aber es stellt sich heraus, dass Alsatia lediglich ein Roboter ist, den der Vater einst für seinen Sohn Leslie gebaut hatte, weshalb Leslie gar nicht um sie trauert. Owen verspricht, die Baupläne zu besorgen, um sie zu reparieren.
Am Ende wird alles rückgängig gemacht, was Leland angerichtet hat. Ruhe und Frieden kehren in die Fabrik ein, und Leslie übernimmt nun die Verantwortung. Alsatia wird repariert, und Patrick verabschiedet sich, denn er muss zurück zu seiner Einheit. Zuletzt besuchen Leslie und Alsatia das Grab ihres Vaters bzw. Schöpfers.

## Kritiken
Lexikon des internationalen Films: Die Komödie sei „widersprüchlich in der Aussage“, „plakativ“ und „profillos inszeniert“. Die Ausstattung sei „aufwendig“.
Georg Seeßlen in Epd Film: Die Komödie sei „Unfug“, sie sei aber „wunderschön anzuschauen“.

## Auszeichnungen
Die Komödie wurde 1993 in zwei Kategorien für den Oscar nominiert: Bestes Szenenbild und Bestes Kostümdesign. Sie erhielt 1993 sechs Nominierungen für den Saturn Award.
Der Film nahm am Wettbewerb der Berlinale 1993 teil, ging bei der Preisvergabe allerdings leer aus.

## Trivia
- Der Film spielte an den US-Kinokassen 21.452.082 US$ ein.
- Der Schauspieler Jamie Foxx, der 2005 als Bester Hauptdarsteller mit dem Oscar für den Film Ray ausgezeichnet wurde, hat hier seinen ersten Spielfilmauftritt.
- In der Szene, in der General Leland Zevo im verdunkelten Kontrollzentrum mit einer silbernen Pistole nach einer Fliege schießt, erklingt im Hintergrund die musikalische Arie Nessun dorma aus der Oper Turandot des Komponisten Giacomo Puccini. Außerdem untermalt der Song The Happy Worker von Popsängerin Tori Amos jene Szene musikalisch, in der Arbeiter an farbenfrohen Fabrikfließbändern im Unternehmen Zevo Toys verschiedene Puppen, Spielzeugautos und Clownfiguren produzieren.
- Die amerikanische Gitarristin Wendy Melvoin, die in Toys einen kurzen Gastauftritt als weihnachtliche Chorsängerin hat, war jahrelang musikalische Kreativpartnerin des Popsängers Prince und wirkt etwa in dessen Videoclip zu dem Song Kiss von 1986 mit. Zu diesem Film steuerte sie zusammen mit ihrer Partnerin Lisa Coleman auch den Song „Closing of the year“ bei.